# Stykgodsskib
Et Stykgodsskib er udstyret med mange lastrum og mellemdæk, hvor gods kan anbringes og surres. Godset kan være pakket i kasser, tønder, på paller eller i containere.
Skibet Rosa, som ses på billedet, er udstyret med eget lastearrangement, der består af master med parvis koblede bomme. Når gods tages om bord, svinges den ene bom ind over kajen og den anden placeres med nokken over lastrummet. Et slæng løftes om bord ved at hive og slække på de to lasteløbere , så slænget til sidst står i lastrummet, hvor det kan flyttes med gaffeltruck til surringsposition.
Der findes utallige lastearrangementer på forskellige stykgodsskibe, så som kraner, bomme der svinges og luger i skibssiden som en gaffeltruck kan køre igennem.
Pga. den forholdsvis langsommelige lasthåndtering og deraf følgende lange liggetid i havn, er stykgodsskibene gammeldags og er ved at blive fortrængt af containerskibe.